# Jake McGing
Jake Aidan McGing (ur. 22 maja 1994 w Sydney) – australijski piłkarz irlandzkiego pochodzenia występujący na pozycji obrońcy lub pomocnika.

## Kariera klubowa
Grę w piłkę nożną rozpoczął w wieku 5 lat w klubie Eschol Park FC z rodzinnego Campbelltown. Następnie trenował w akademii Macarthur Rams FC oraz Marconi Stallions FC, gdzie szkolił się do gry w formacji środkowej. W 2012 roku przeniósł się do Western Sydney Wanderers FC i rozpoczął występy w rozgrywkach National Youth League. W sezonie 2013/14 pełnił funkcję kapitana zespołu i otrzymał nagrodę dla najlepszego piłkarza ligi.
Na początku 2013 roku McGing występował na wypożyczeniu w Marconi Stallions FC, z gdzie rozegrał 8 meczów w NPL NSW. Latem 2013 roku trener Wanderers Tony Popovic umieścił go w składzie pierwszej drużyny na przedsezonowe tournée po Japonii i Chinach. W pierwszej połowie 2014 roku ponownie był on wypożyczony do Marconi Stallions FC, gdzie rozegrał 22 spotkania i strzelił 1 bramkę.
Jesienią 2014 roku McGing został graczem Central Coast Mariners FC i zasilił zespół młodzieżowy z National Youth League. W lutym 2015 roku podpisał z tym klubem pierwszy w karierze zawodowy kontrakt. Wkrótce po tym został na 3 miesiące wysłany do drużyny rezerw – Central Coast FC (NPL NSW 2), by ogrywać się na pozycji środkowego obrońcy.
Przed sezonem 2015/16 McGing został włączony do składu pierwszego zespołu. 10 października 2025 zadebiutował w A-League w wygranym 3:2 spotkaniu z Perth Glory FC i od tego momentu stał się podstawowym zawodnikiem. 23 listopada 2016 zdobył pierwszego gola w australijskiej ekstraklasie w meczu z Newcastle United Jets FC (1:1). Na początku 2017 roku trener Paul Okon przesunął go do linii pomocy, a następnie, przed sezonem 2017/18, na prawą obronę. Łącznie przez 3,5 roku McGing zaliczył w barwach Mariners 82 ligowe występy i strzelił 4 bramki.
W lutym 2019 roku podpisał on półtoraroczną umowę z Wisłą Płock, prowadzoną przez Kibu Vicuñę. 11 marca 2019 zadebiutował w Ekstraklasie w zremisowanym 1:1 meczu z Lechią Gdańsk. Ogółem w barwach Wisły Płock rozegrał 12 spotkań, rozpoczynając wszystkie w podstawowym składzie. Po zakończeniu sezonu 2018/19 jego kontrakt został rozwiązany za porozumieniem stron.
W czerwcu 2019 roku McGing jako wolny agent dołączył do Brisbane Roar FC, gdzie zaliczył 8 występów. W październiku 2020 roku został piłkarzem klubu Macarthur FC, który przygotowywał się do debiutanckiego sezonu w A-League. W 2022 roku wywalczył z tym zespołem Puchar Australii po pokonaniu w finale 2:0 Sydney United 58 FC. W trakcie okresu przygotowawczego przed sezonem 2023/24 doznał poważnej kontuzji obręczy miednicznej. Z powodu powikłań i przeciągającej się rekonwalescencji w maju 2024 roku ogłosił zakończenie kariery.

## Życie prywatne
Syn Irlandczyka i Australijki. Posiada paszport irlandzki i australijski. Wychował się w Sydney w dzielnicy Campbelltown. Jego brat Liam również jest zawodowym piłkarzem.

## Statystyki kariery
Klubowe
| Klub                        | Sezon             | Liga              | Liga  | Liga | Puchar kraju | Puchar kraju | Puchar ligi | Puchar ligi | Kontynentalne | Kontynentalne | Inne  | Inne | Razem | Razem |
| Klub                        | Sezon             | Liga              | Mecze | Gole | Mecze        | Gole         | Mecze       | Gole        | Mecze         | Gole          | Mecze | Gole | Mecze | Gole  |
| --------------------------- | ----------------- | ----------------- | ----- | ---- | ------------ | ------------ | ----------- | ----------- | ------------- | ------------- | ----- | ---- | ----- | ----- |
| Marconi Stallions FC (wyp.) | 2013              | NPL NSW           | 8     | 0    | —            | —            | —           | —           | —             | —             | 2     | 0    | 10    | 0     |
| Marconi Stallions FC (wyp.) | 2014              | NPL NSW           | 22    | 1    | —            | —            | —           | —           | —             | —             | 2     | 0    | 24    | 1     |
| Central Coast FC            | 2015              | NPL NSW 2         | 12    | 2    | —            | —            | —           | —           | —             | —             | 0     | 0    | 12    | 2     |
| Central Coast Mariners FC   | 2015/2016         | A-League          | 23    | 0    | 1            | 0            | —           | —           | —             | —             | —     | —    | 24    | 0     |
| Central Coast Mariners FC   | 2016/2017         | A-League          | 26    | 1    | 1            | 0            | —           | —           | —             | —             | —     | —    | 27    | 1     |
| Central Coast Mariners FC   | 2017/2018         | A-League          | 25    | 3    | 1            | 0            | —           | —           | —             | —             | —     | —    | 26    | 3     |
| Central Coast Mariners FC   | 2018/2019         | A-League          | 8     | 0    | 1            | 0            | —           | —           | —             | —             | —     | —    | 9     | 0     |
| Central Coast Mariners FC   | Ogółem            | Ogółem            | 82    | 4    | 4            | 0            | 0           | 0           | 0             | 0             | 0     | 0    | 86    | 4     |
| Wisła Płock                 | 2018/2019         | Ekstraklasa       | 12    | 0    | —            | —            | —           | —           | —             | —             | —     | —    | 12    | 0     |
| Brisbane Roar FC            | 2019/2020         | A-League          | 8     | 0    | 2            | 0            | —           | —           | —             | —             | 0     | 0    | 10    | 0     |
| Macarthur FC                | 2020/2021         | A-League          | 10    | 0    | —            | —            | —           | —           | —             | —             | 2     | 0    | 12    | 0     |
| Macarthur FC                | 2021/2022         | A-League          | 14    | 1    | 1            | 0            | —           | —           | —             | —             | —     | —    | 15    | 1     |
| Macarthur FC                | 2022/2023         | A-League          | 16    | 1    | 4            | 0            | —           | —           | —             | —             | —     | —    | 20    | 1     |
| Macarthur FC                | Ogółem            | Ogółem            | 40    | 2    | 5            | 0            | 0           | 0           | 0             | 0             | 2     | 0    | 47    | 2     |
| Ogółem w karierze           | Ogółem w karierze | Ogółem w karierze | 184   | 9    | 11           | 0            | 0           | 0           | 0             | 0             | 6     | 0    | 201   | 9     |

## Sukcesy

### Zespołowe
Macarthur FC
- Puchar Australii: 2022

### Indywidualne
- piłkarz sezonu w National Youth League: 2013/14